# Ярослава
Яросла́ва (синтез двух женских форм именных основ: крат. прил. яръ- букв. «буйный, лютый, агрессивный, резкий, крепкий» и -слав- букв. «слава») — славянское личное женское имя.

## История
Является женским именем дохристианского происхождения. Женская форма мужского общеславянского личного имени «Ярослав». В отличие от мужского соответствия, в Средневековье пользовалось незначительной популярностью. Фиксируется как имя, дававшееся представительницам правящих княжеских династий. Старейшее упоминание имени 1188 год — дочка Ростислава Рюриковича, Великого князя киевского, жена Святослава Игоревича (Літопис руський. За Іпатським списком, 346 Архивная копия от 25 сентября 2015 на Wayback Machine) (см. Родовые имена Рюриковичей).
В Польше в форме «Jarosława» впервые зафиксировано в 1265 году, в форме «Jerosława» в 1409 году).
Сегодня имя пользуется сравнительной популярностью у чехов, поляков, южных славян, на Западной Украине.